# レズモ
レズモ（伊: Lesmo）は、イタリア共和国ロンバルディア州モンツァ・エ・ブリアンツァ県にある、人口約8,400人の基礎自治体（コムーネ）。

## 地理

### 位置・広がり
モンツァ・エ・ブリアンツァ県北部に位置するコムーネで、県都モンツァから北北東へ約8km、州都ミラノから北北東へ約22km、レッコから南南西へ約24km、コモから南西へ約25kmの距離にある。

#### 隣接コムーネ
隣接するコムーネは以下の通り。括弧内のLCはレッコ県所属を示す。

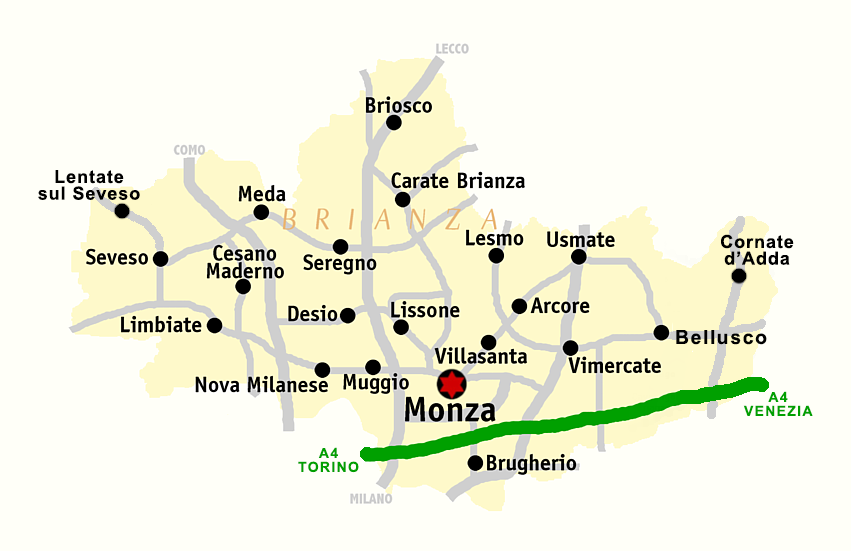
モンツァ・エ・ブリアンツァ県概略図

- アルコレ
- ビアッソーノ
- カンパラーダ
- カザテノーヴォ (LC)
- コッレッツァーナ
- マケーリオ
- トリウッジョ

### 気候分類・地震分類
気候分類では、zona E, 2434 GGに分類される。
また、イタリアの地震リスク階級 (it) では、zona 3 (sismicità bassa) に分類される。

## 行政

### 分離集落
レズモには、以下の分離集落（フラツィオーネ）がある。
- California, Gerno, Peregallo